# Dragonheads
Dragonheads je EP finskog viking/folk metal sastava Ensiferum. Prvo je izdanje Ensiferuma s doprinosima novih članova: Petri Lindroos, Sami Hinkka i Janne Parviainen.
Warrior's Quest i White Storm su ponovno snimljene verzije s pjesama s drugog demoalbuma. Finnish Medley sadrži elemente tradicionalnih Finskih dijela Karjalan Kunnailla, Myrskyluodon Maija i Metsämiehen Laulu.

## Popis pjesama
1. "Dragonheads" – 5:21
2. "Warrior's Quest" – 4:53
3. "Kalevala-Melody" – 1:47
4. "White Storm" – 4:56
5. "Into Hiding" – 3:49
6. "Finnish Medley" – 5:09

## Doprinosi
- Petri Lindroos - vokal, gitara
- Markus Toivonen - gitara, čisti i pozadinski vokali, udaraljke
- Meiju Enho - klavijature
- Sami Hinkka - bas-gitara, čisti i pozadinski vokali
- Janne Parviainen - bubnjevi